# Carolin Birk
Carolin Birk (geb. Trinks) ist eine deutsche Ingenieurin im Bauingenieurwesen mit dem Schwerpunkt auf konstruktivem Ingenieurbau.

## Werdegang
Carolin Birk studierte Bauingenieurwesen an der Technischen Universität Dresden (TU Dresden) und schloss ihr Studium 1999 mit einer Diplomarbeit ab. Nach Beendigung ihres Studiums war sie als wissenschaftliche Mitarbeiterin am Institut für Statik und Dynamik der Tragwerke der TU Dresden tätig. Im Jahre 2004 promovierte sie zum Thema: “Consistent absorbing boundaries for time-domain interaction analyses using the fractional calculus” an selbiger Universität.
2008 erhielt sie den international hoch angesehenen „The K. J. Bathe Award 2008“ für die beste Arbeit eines jungen Forschers / einer jungen Forscherin im Bereich „Computational Engineering“. Von 2009 bis 2011 wurde ihre Arbeit als Nachwuchswissenschaftlerin mit einem „Marie Curie International Outgoing Fellowship“ der Europäischen Kommission gefördert. Der Name des Projektes war „WAVE PROPAGATION Realistic computational modelling of large-scale wave propagation problems in unbounded domains“.
Nach Studium, Promotion und PostDoc-Phase war Carolin Birk ab 2011 als "Lecturer" an der University of New South Wales in Australien tätig. Im Jahre 2013 habilitierte sie sich an der TU Dresden mit einer Arbeit zu dem Thema: „Computational modelling of transient problems in unbounded domains“.

## Forschung und Lehre
Als Professorin für Statik und Dynamik der Tragwerke an der Universität Duisburg-Essen betreibt sie Forschung auf dem Gebiet der numerischen Strukturmechanik mit Anwendungen auf den Bereichen der dynamischen Boden-Bauwerk-Interaktion, der numerischen Modellierung von Ultraschallwellen in geschädigten Bereichen, der Schädigungsmodellierung sowie der Schall- und Schwingungsanalyse. Sie hat zahlreiche Beiträge zur Weiterentwicklung der "Scaled Boundary Finite Element Method" (SBFEM) geleistet.
In der Lehre entwickelt sie seit längerem „Blended Learning“-Konzepte. Für ihr Engagement wurde sie 2014 an der University of New South Wales mit dem „Vice Chancellor’s Award for Teaching Excellence“ in der Kategorie „Early Career“ ausgezeichnet.

## Ausgewählte Publikationen

### Buchkapitel
- Birk, Carolin, Ruge, Peter: Angewandte Mathematik. In: Hennecke, M., Skrotzki, B.: HÜTTE – Das Ingenieurwissen. Springer, Berlin, Heidelberg 2019. doi:10.1007/978-3-662-57492-8_6-1
- Ruge, Peter, Birk, Carolin: Differenzialgeometrie und Integraltransformationen. In: Hennecke, M., Skrotzki, B.: HÜTTE – Das Ingenieurwissen. Springer, Berlin, Heidelberg 2019. doi:10.1007/978-3-662-57492-8_3-1
- Ruge, Peter, Birk, Carolin: Funktionen. In: Hennecke, M., Skrotzki, B.: HÜTTE – Das Ingenieurwissen. Springer, Berlin, Heidelberg 2019. doi:10.1007/978-3-662-57492-8_2-1
- Ruge, Peter, Birk, Carolin: Gewöhnliche und partielle Differenzialgleichungen. In: Hennecke, M., Skrotzki, B.: HÜTTE – Das Ingenieurwissen. Springer, Berlin, Heidelberg 2019. doi:10.1007/978-3-662-57492-8_4-1
- Ruge, Peter, Birk, Carolin: Lineare Algebra, Nicht lineare Gleichungen und Interpolation. In: Hennecke, M., Skrotzki, B.: HÜTTE – Das Ingenieurwissen. Springer, Berlin, Heidelberg 2019. doi:10.1007/978-3-662-57492-8_5-1
- Ruge, Peter, Birk, Carolin: Mathematische Grundlagen. In: Hennecke, M., Skrotzki, B.: HÜTTE – Das Ingenieurwissen. Springer, Berlin, Heidelberg 2019. doi:10.1007/978-3-662-57492-8_1-1

### Ausgewählte Zeitschriftenbeiträge
- Schröder, Jörg; Reichel, Maximilian; Birk, Carolin: An efficient numerical scheme for the FE-approximation of magnetic stray fields in infinite domains. In: Computational Mechanics. Jg. 70, Heft 1, 2022, S. 141–153.
- Natarajan, Sundararajan; Ooi, Ean Tat; Birk, Carolin; Song, Chongmin: Adaptive modelling of dynamic brittle fracture : A combined phase field regularized cohesive zone model and scaled boundary finite element approach. In: International Journal of Fracture, 2022.
- Iqbal, Muhammad Danish; Birk, Carolin; Ooi, Ean T.; Pramod, Aladurthi L. N.; Natarajan, Sundararajan; Gravenkamp, Hauke; Song, Chongmin: Thermoelastic fracture analysis of functionally graded materials using the scaled boundary finite element method. In: Engineering Fracture Mechanics. Band 264, 2022.
- Assaf, Rama; Birk, Carolin; Natarajan, S.; Gravenkamp, Hauke: Three-dimensional phase-field modeling     of brittle fracture using an adaptive octree-based scaled boundary finite element approach. In: Computer Methods in Applied Mechanics and Engineering. Band 399, 2022.
- Birk, Carolin; Reichel, Maximilian; Schröder, Jörg: Magnetostatic simulations with consideration of exterior domains using the scaled boundary finite element method. In: Computer Methods in Applied Mechanics and Engineering. Band 399, 2022.